# Cinquante-et-unième circonscription de la Seine
La Cinquante-et-unième circonscription de la Seine est l'une des neuf circonscriptions législatives que compte le département français de la Seine, situé en région Île-de-France.

## Description géographique
La Cinquante-et-unième circonscription de la Seine était composée de :
- commune de Chevilly-Larue
- commune de Choisy-le-Roi
- commune de Fresnes
- commune de L'Hay-les-Roses
- commune d'Orly
- commune de Rungis
- commune de Thiais

## Description historique et politique

### Historique des députations[3]
| Législature | Début de mandat | Fin de mandat  | Député                | Parti politique | Observations                                                                             |
| ----------- | --------------- | -------------- | --------------------- | --------------- | ---------------------------------------------------------------------------------------- |
| Ire         | 9 décembre 1958 | 9 octobre 1962 | Daniel Dreyfous-Ducas | UNR             | Mandat écourté à la suite d'une dissolution parlementaire décidée par Charles de Gaulle. |
| IIe         | 6 décembre 1962 | 2 avril 1967   | Fernand Dupuy         | PCF             |                                                                                          |

## Historique des élections

### Élections de 1958[3]
| Candidat       | Candidat                  | Parti                     | Premier tour | Premier tour | Second tour | Second tour |  |
| Candidat       | Candidat                  | Parti                     | Voix         | %            | Voix        | %           |  |
| -------------- | ------------------------- | ------------------------- | ------------ | ------------ | ----------- | ----------- |  |
|                | Fernand Dupuy             | PCF                       | 12 295       | 31,19        | 13 768      | 34,69       |  |
|                | Daniel Dreyfous-Ducas élu | UNR                       | 9 373        | 23,78        | 21 007      | 52,93       |  |
|                | Henri Sergent             | SFIO                      | 5 868        | 14,89        | 4 913       | 12,38       |  |
|                | Irène de Lipkowski        | CRR                       | 4 957        | 12,58        | Retrait     | Retrait     |  |
|                | Hélène Falconetti         | MRP                       | 3 013        | 7,64         | Retrait     | Retrait     |  |
|                | Jacques Moreau            | CNIP                      | 2 964        | 7,52         | Retrait     | Retrait     |  |
|                | Ary Hemmet                | Divers droite (Gaulliste) | 526          | 1,33         |             |             |  |
|                | Berthe Rotges             | UFF                       | 422          | 1,07         |             |             |  |
|                |                           |                           |              |              |             |             |  |
| Inscrits       | Inscrits                  | Inscrits                  | 50 163       | 100,00       | 50 161      | 100,00      |  |
| Abstentions    | Abstentions               | Abstentions               | 9 643        | 19,22        | 9 855       | 19,65       |  |
| Votants        | Votants                   | Votants                   | 40 520       | 80,78        | 40 306      | 80,35       |  |
| Blancs et nuls | Blancs et nuls            | Blancs et nuls            | 1 102        | 2,72         | 618         | 1,53        |  |
| Exprimés       | Exprimés                  | Exprimés                  | 39 418       | 97,28        | 39 688      | 98,47       |  |

Le suppléant de Daniel Dreyfous-Ducas était Marcel Richard.

### Élections de 1962[3]
| Candidat       | Candidat                      | Parti          | Premier tour | Premier tour | Second tour | Second tour |  |
| Candidat       | Candidat                      | Parti          | Voix         | %            | Voix        | %           |  |
| -------------- | ----------------------------- | -------------- | ------------ | ------------ | ----------- | ----------- |  |
|                | Fernand Dupuy élu             | PCF            | 19 338       | 42,7         | 23 247      | 50,95       |  |
|                | Daniel Dreyfous-Ducas sortant | UNR-UDT        | 17 140       | 37,85        | 22 376      | 49,05       |  |
|                | Pierre Tabanou                | SFIO           | 5 134        | 11,34        | Retrait     | Retrait     |  |
|                | Philippe Farine               | MRP            | 3 674        | 8,11         | Retrait     | Retrait     |  |
|                |                               |                |              |              |             |             |  |
| Inscrits       | Inscrits                      | Inscrits       | 61 477       | 100,00       | 61 477      | 100,00      |  |
| Abstentions    | Abstentions                   | Abstentions    | 15 216       | 24,75        | 13 871      | 22,56       |  |
| Votants        | Votants                       | Votants        | 46 261       | 75,25        | 47 606      | 77,44       |  |
| Blancs et nuls | Blancs et nuls                | Blancs et nuls | 975          | 2,11         | 1 983       | 4,17        |  |
| Exprimés       | Exprimés                      | Exprimés       | 45 286       | 97,89        | 45 623      | 95,83       |  |

Le suppléant de Fernand Dupuy était François Boidron, cheminot, maire d'Orly.